# Wallertheim
Wallertheim är en kommun och ort i Landkreis Alzey-Worms i förbundslandet Rheinland-Pfalz i Tyskland.
Kommunen ingår i kommunalförbundet Verbandsgemeinde Wörrstadt tillsammans med ytterligare 12 kommuner.